# 徳川吉孚
徳川 吉孚（とくがわ よしざね）は、江戸時代中期の水戸藩の世嗣。5代藩主徳川宗翰の外祖父。

## 生涯
貞享2年（1685年）8月11日、徳川綱條の三男として江戸の駒込邸で生まれる。母は落合老慶の娘・都禮（禅定院）。幼名は菊千代。綱條の家督相続後にその世子となり、元服して5代将軍徳川綱吉の偏諱を受けて吉孚と名乗る。家臣団の人望も厚く、綱條から将来を大いに期待されていた。しかし家督相続を果たせず、宝永6年（1709年）10月12日に死去した。享年25（満24歳没）。諡号は恭伯世子。
跡継ぎを失った綱條は、甥である高松藩主松平頼豊の長男宗堯を養嗣子とした。綱條の死後、宗堯は吉孚の娘美代姫（血縁上は宗堯の又従姉妹にあたる）を娶り、宗翰をもうけて綱條の血筋を伝えている。

## 経歴
※日付＝旧暦
- 1695年（元禄8年）8月25日、従五位上に叙位。12月4日、元服し、将軍徳川綱吉から偏諱を授かり吉孚と称す。同日、従四位上に昇叙し、左衛門督に任官。
- 1696年（元禄9年）12月4日、正四位下に昇叙し、右近衛権少将を兼任。
- 1702年（元禄15年）11月15日、右近衛権中将に転任し、左衛門督を兼任。
- 1708年（宝永5年）12月28日、従三位に昇叙し、右近衛権中将如元。

## 系譜
- 正室：八重姫（養仙院） - 徳川綱吉養女、鷹司有隣軒長女
  - 長女：美代姫（泰受院・純懿夫人） - 徳川宗堯御簾中

## 逸話
吉孚は「容顔端麗」で「都下第一ノ美男子」であったとされ、吉孚が外出する際には多くの人々がその姿を見るために集まったほどだったという。ある日、江戸で16歳の娘が吉孚の駕籠を遮って手紙を渡そうとしたが、警護の者に捕らえられてその父のもとに返された。事情は不明だがその後その娘は死亡してしまったらしく、「恋慕遂ニ死ニ至ル」と記されている。

## 演じた俳優
- 加賀爪清和（『水戸黄門』第1部 1969年）
- 小川拓哉（『水戸黄門』第37部 2007年）
名は「よしざね」ではなく「よしのぶ」と呼ばれていた。